# Parafia Narodzenia Najświętszej Maryi Panny w Węglówce
Parafia Narodzenia Najświętszej Maryi Panny w Węglówce – parafia rzymskokatolicka znajdująca się w archidiecezji przemyskiej, w dekanacie Krosno II.

## Historia
Węglówka była wzmiankowana już w 1418 roku. Prawdopodobnie od XVI wieku wydobywano ropę naftowa. 17 lutego 1946 roku dekretem bpa Franciszka Bardy została erygowana ekspozytura, z wydzielonego terytorium parafii Odrzykoń i parafii Korczyna. Na kościół parafialny zaadaptowano dawną cerkiew. 
Przy kościele rośnie Dąb Poganin.
Na terenie parafii jest 1116 wiernych (w tym: Węglówka – 780, Czarnorzeki – 337).

## Proboszczowie
- 1946–1948 – ks. Józef Głowiński (ekspozyt) [6]
- 1948–1957 – ks. Stanisław Cyran (ekspozyt)[6][7]
- 1957–1969 – ks. Jan Wajda (ekspozyt)[8][9]
- 1969–1971 – ks. kan. Michał Pelczar
- 1971–1978 – ks. Adam Klisko
- 1978–1980 – ks. Jan Jakubowski[10]
- 1980–1990 – ks. Stanisław Kozioł[11]
- 1990–1996 – ks. Stanisław Turoń
- 1996–2000 – ks. Zbigniew Skrabut
- od 2000 – ks. Stanisław Pawul[12]

## Kościół filialny
W 1921 roku grekokatolicy w Czarnorzekach zbudowali murowaną cerkiew św. Dymitra. Po wysiedleniu grekokatolików, w 1948 roku cerkiew została zaadaptowana na kościół filialny parafii Korczyna. 16 czerwca 1971 roku Czarnorzeki zostały przyłączone do parafii Węglówka.

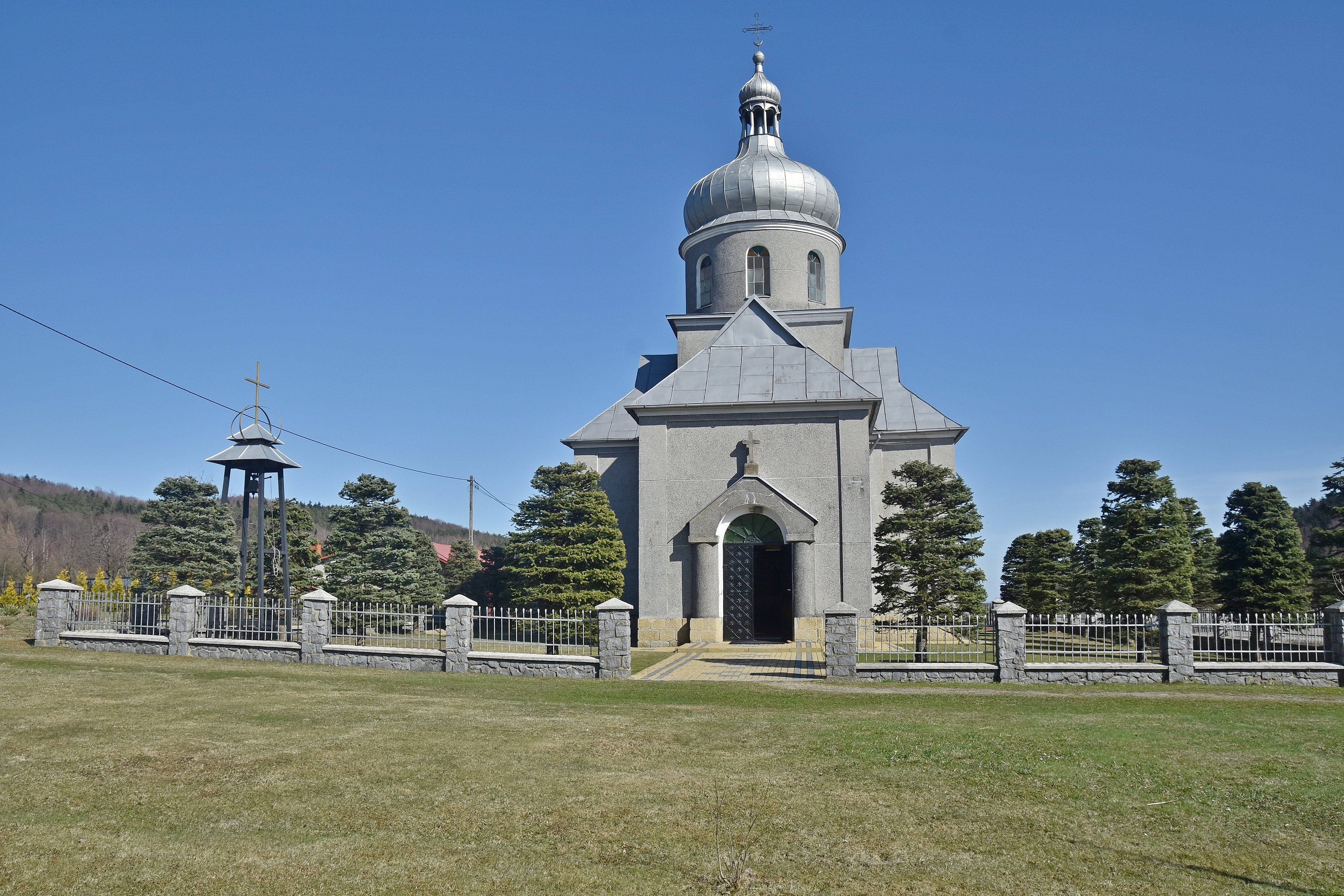
Kościół filialny w Czarnorzekach